# Anoamyia heinrichiana
Anoamyia heinrichiana är en tvåvingeart som beskrevs av Lindner 1935. Anoamyia heinrichiana ingår i släktet Anoamyia och familjen vapenflugor. Inga underarter finns listade i Catalogue of Life.